# Weidhof
Der Weidhof ist eine Wüstung auf dem Gebiet der Gemeinde Schleid im Wartburgkreis in Thüringen.

## Lage
Der Weidhof lag in der Thüringischen Rhön etwa 300 Meter südöstlich von Motzlar zwischen der heutigen Bundesstraße 278 und dem östlichen Ufer der Ulster.

## Geschichte
Der Weidhof war früher ein Ortsteil von Motzlar, der bis nach dem Zweiten Weltkrieg existierte. Er wurde im Rahmen der sogenannten Grenzsicherung von den Sicherheitsorganen der DDR abgebrochen. Damit reiht er sich in eine Vielzahl abgebrochener Höfe in der Rhön ein.